# 천이루
천이루(중국어: 辰亦儒, 병음: Chén Yìrú, 한자음: 진역유, 영어: Calvin Chen 캘빈 천[*], 1980년 11월 10일 ~ )는 중화민국타이완의 배우 겸 가수로, 페이룬하이의 일원이다.

## 이력
2000년 캐나다에서 뮤지컬 배우 첫 데뷔하였다.